# Claude-Adrien Nonnotte
Claude-Adrian Nonnotte (Besançon, 1711 – 1793) è stato un teologo francese.
Predicatore gesuita a Paray-le-Monial, dopo la soppressione della Compagnia tornò a Besançon. Particolarmente celebri sono i suoi Errori di Voltaire (1762), nei quali critica il grande filosofo.